# FeedBurner

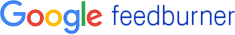
Google FeedBurner Logo

FeedBurner ist ein Anbieter zur Verwaltung von Web-Feeds. FeedBurner wurde 2004 von Dick Costolo, Eric Lunt, Steve Olechowski und Matt Shobe gegründet. FeedBurner bietet angepasste RSS-Feeds und Verwaltungswerkzeuge für Blogger, Podcaster und andere Anbieter webbasierter Inhalte.

## Dienste
Zu den Diensten, die den Anbietern zur Verfügung stehen gehören Traffic-Analyse und ein optionales Werbesystem. Obgleich es anfangs nicht klar war, ob Werbung zum RSS-Format passt, entscheiden sich heute zwei Drittel der Autoren, Werbung in ihre FeedBurner-Feeds einzubinden. Benutzer können sehen, wie viele Leute ihre Feeds abonniert haben und mit welchen Diensten oder Programmen sie das taten.
Veröffentlichte Feeds werden auf verschiedene Arten verändert, einschließlich automatischer Links zu Digg und del.icio.us und dem Zusammenführen von Informationen aus mehreren Feeds. FeedBurner ist ein typischer Web-2.0-Dienst, der Programmierschnittstellen (API) anbietet, um anderer Software zu ermöglichen, mit ihm zu interagieren. Am 5. Oktober 2007 hostete FeedBurner über eine Million Feeds für 584.832 Autoren, davon 142.534 Podcast- und Videocast-Feeds.

## Geschichte
Am 3. Juni 2007 wurde FeedBurner von Google Inc. übernommen, angeblich für eine Summe von 100 Millionen Dollar. Einen Monat später wurden zwei ihrer populären "Pro"-Dienste (MyBrand und TotalStats) für alle Benutzer freigegeben.
Am 26. Mai 2011 gab Google bekannt, dass die FeedBurner-APIs veraltet seien. Google schloss die APIs am 20. Oktober 2012.
Google stellte AdSense für Feeds am 2. Oktober 2012 außer Dienst und schloss ihn am 3. Dezember 2012.